# ديفيد مايكل ليندسي
ديفيد مايكل ليندسي (بالإنجليزية: D. Michael Lindsay)‏ هو عالم اجتماع أمريكي، ولد في 16 نوفمبر 1971 في جاكسون في الولايات المتحدة.